# Der Blunzenkönig
Der Blunzenkönig ist ein Spielfilm des österreichischen Regisseurs Leo Maria Bauer aus dem Jahr 2015. Der Film wurde von der Bonus Film produziert. Österreich-Premiere war am 19. August 2015. Die Textvorlage zur Komödie wurde 2004 von Christoph Frühwirth für eine Lesung mit Karl Merkatz verfasst und auch als Hörbuch veröffentlicht.

## Handlung
Franz König senior, auch der Blunzenkönig genannt, ist ein grantelnder Fleischermeister aus dem Weinviertel. Er führt seit vielen Jahren gemeinsam mit Rösli, der guten Seele des Hauses, einen heruntergewirtschafteten Hof mit Eigenschlachtung und ein Wirtshaus. Der Lebensmittelinspektor droht mit Schließung. König Senior plant seinen Betrieb an seinen Sohn Franzl zu übergeben. Der jedoch träumt insgeheim von einer Weltreise mit dem Motorrad. Bei einem Volksschultreff trifft er auf seine ehemalige Mitschülerin, die Veganerin Charlotte. Mit ihr verbringt er eine wilde Nacht, Charlotte wird von Franzl schwanger. 
Zusammen wollen sie Fleischerei und Wirtshaus in eine „Bio-Körndl-Station“ umwandeln, nach dem Motto „Wer nicht mit der Zeit geht, geht mit der Zeit“. Das jedoch ist dem Blunzenkönig ein Dorn im Auge. Als Franz König zufällig davon erfährt, wird er ohnmächtig und landet im Krankenhaus. Er möchte mit seinem Sohn nichts mehr zu tun haben. Bei Rösli stößt er mit seinem Verhalten auf wenig Verständnis, die daher vorübergehend zu ihrer Schwester zieht. 
Nach seiner Entlassung aus dem Krankenhaus ist Franz zunächst bezüglich der Änderungen an seinem Lokal skeptisch, freundet sich jedoch allmählich mit den Neuerungen an, versöhnt sich wieder mit Rösli, wie auch mit seinem Sohn, dem er die Ringe seiner Frau übergibt. Der Film endet, kurz bevor Franz junior seiner Charlotte einen Heiratsantrag macht.

## Produktion
Die Dreharbeiten zu dem Film fanden im Spätsommer und Herbst 2014 in Niederösterreich und Wien statt. Gedreht wurde unter anderem in Ottenthal, Unterstinkenbrunn, Laa an der Thaya und Falkenstein sowie im Einkaufszentrum am Bahnhof Wien Mitte.
Unterstützt wurde der Film vom Filmfonds Wien, dem Österreichischen Filminstitut, Filmstandort Austria und dem Land Niederösterreich. Bei dem Film handelt es sich um das Kinodebüt von Leo Bauer, der bisher bei Fernsehformaten wie Wir sind Kaiser und Die Lottosieger Regie führte.
Für den Ton zeichnete Dieter Draxler verantwortlich, für das Kostümbild Christian Kahrer und für das Szenenbild Gerald Sorgo und Oliver Seitz.

## Kritik
Das Kinomagazin Skip schrieb: Umgesetzt von TV-Profi Leo Bauer [...] erweist sich die von einem routiniert agierenden Ensemble getragene Erzählung als mit reichlich Lokalkolorit, aber auch ernsten Untertönen angereichertes Lustspiel rund um das Aufeinanderprallen von Generationen und Kulturen.
Die Tiroler Tageszeitung titelte über den Film: Ein Schinken vom flachen Land und schrieb weiter: Der rurale Humorreigen hätte mit etwas weniger klischeehaften Charakteren durchaus Charme entfalten können. Leider spielt „Der Blunzenkönig“ aber in der niederösterreichischen Einschicht mit Figuren, die ähnlich flach wie die Landschaft sind.

## Auszeichnungen
Barbara Gräftner und Robert Winkler wurden im Rahmen der Romyverleihung 2016 in der Kategorie Bester Produzent Kinofilm für den Blunzenkönig ausgezeichnet.